# Nguila-Haoussa
Pour les articles homonymes, voir Nguila.
Nguila-Haoussa est un village du Cameroun situé dans la région du Centre et le département du Mbam-et-Kim. Il fait partie de la commune de Ntui.

## Population
En 1964, le village comptait 131 habitants, principalement Haoussas.
Lors du recensement de 2005, on y dénombrait 388 personnes.